# Theater Ulüm
Theater Ulüm ist ein 1998 gegründetes Theater mit fester Spielstätte in Ulm. Es bringt vornehmlich Stücke für in Deutschland lebende Türken und türkischstämmige Deutsche in deren Muttersprache, jedoch mit deutschsprachigen Passagen. Für interessierte deutschstämmige Zuschauer gibt es deutschsprachige Texthefte.
Das Ulüm ist im süddeutschen Raum bislang das einzige türkische Theater mit eigenem Haus (Schillerstr. 1).